# Oneida (Kansas)
Pour les articles homonymes, voir Oneida.
Oneida est une ville américaine située dans le comté de Nemaha, au Kansas. Selon le recensement de 2010, sa population est de 75 habitants.